# Airco DH.3

El Airco DH.3 fue un bombardero británico de la Primera Guerra Mundial. El DH.3 fue diseñado en 1916 como bombardero diurno de largo alcance por Geoffrey de Havilland, diseñador jefe de la Aircraft Manufacturing Company (Airco).

## Diseño y desarrollo
Era un biplano de gran tamaño con alas de tres vanos de amplia envergadura, fuselaje delgado y un timón redondeado. Estaba propulsado por dos motores Beardmore de 89 kW (120 hp), montados como propulsores entre las alas. Además del tren de aterrizaje con patín de cola, se colocaron dos ruedas debajo del morro para evitar que capotara.
Se construyó un segundo prototipo, denominado DH.3A, con motores más potentes Beardmore de 120 kW (160 hp), y el Ministerio de Guerra hizo un encargo de producción de 50 ejemplares. Este encargo fue cancelado antes de que se pudiera completar ningún aparato, posiblemente porque la tasa de ascenso era todavía demasiado baja, ya que se necesitaban 58 minutos para alcanzar los 6500 pies, y el otro contendiente, el F.E.4, era incluso peor, lo que hacía impracticable el bombardeo estratégico con estas máquinas. Los dos prototipos fueron desguazados en 1917.
El DH.10 Amiens fue desarrollado a partir del DH.3A con motores mucho más potentes (aumentando la potencia instalada de 240 kW (320 hp) a casi 600 kW (800 hp)) y realizándose algunos cambios en detalle. Este desarrollo voló por primera vez en marzo de 1918, pero ya era demasiado tarde para entrar en servicio de escuadrón durante la guerra.

## Variantes
DH.3A
Primer prototipo de bombardero biplano bimotor, con dos motores Beardmore de 89 kW (120 hp).
DH.3A
Segundo prototipo, con dos motores Beardmore de 120 kW (160 hp).

## Especificaciones
Referencia datos: De Havilland Aircraft since 1909 

### Características generales
- Tripulación: Tres
- Longitud: 11,2 m (36,8 ft)
- Envergadura: 18,5 m (60,8 ft)
- Altura: 4,4 m (14,5 ft)
- Superficie alar: 73,7 m² (793,3 ft²)
- Peso vacío: 1805 kg (3978,2 lb)
- Peso cargado: 2635 kg (5807,5 lb)
- Planta motriz: 2× motor en línea de 6 cilindros refrigerado por agua Beardmore 120 hp.
  - Potencia: 89 kW (123 HP; 121 CV) cada uno.
- Hélices: 1× de cuatro palas propulsora de paso fijo por motor.
- Diámetro de la hélice: 2,9 m

### Rendimiento
- Velocidad máxima operativa (Vno): 153 km/h (95 MPH; 83 kt)
- Alcance: 1100 km (594 nmi; 684 mi) (8 h)
- Régimen de ascenso: 2,8 m/s (551 ft/min)

### Armamento
- Ametralladoras: 

  - 2x Lewis de 7,7 mm flexible
- Bombas: Hasta 310 kg[1]

## Aeronaves relacionadas

### Desarrollos relacionados
- Airco DH.10 Amiens

### Aeronaves similares
- Nieuport London
- Vickers Vimy

### Secuencias de designación
- Secuencia DH._ (interna de Airco): DH.1 - DH.2 - DH.3 - DH.4 - DH.5 - DH.6 →